# مخيم الوليد
مخيم الوليد هو مخيم للاجئين الفلسطينيين الفارين من العراق بعد احتلال العراق عام 2003 يقع المخيم قرب نقطة التنف على الحدود العراقية السورية وقد تم إنشائه عام 2006. خلال عام 2008 كان عدد اللاجئين القاطنين فيه 1649 لاجئ منهم 1602 فلسطينيون و البقية عراقيون.
خلال شهر مارس آذار بدأت موجات منتظمة من الفلسطينيين بالهرب من بغداد بإتجاه الحدود السورية لكنهم لم يسمح لهم بدخول سوريا فتكون هذا المخيم. في العام الماضي طالبت وزارة الهجرة والمهجرين العراقية كافة قاطني مخيم الوليد بالعودة لبغداد مقابل توفير تعويضات ومساعدتهم وتوفير الحماية لهم في بغداد لكن هذا النداء لم يجد صدى لدى قاطني المخيم حيث أن هدفهم الرئيسي هو ترك العراق إلى مكان آمن. خلال عامي 2008 و 2009 غادر المخيم 375 شخص تم إعادة توطينهم في آيسلندا وبريطانيا وفرنسا والولايات المتحدة الأمريكية والدانمارك وهولندا والنرويج.